# Ludwigia erecta
Ludwigia erecta är en dunörtsväxtart som först beskrevs av Carl von Linné, och fick sitt nu gällande namn av Kanesuke Hara. Ludwigia erecta ingår i släktet ludwigior, och familjen dunörtsväxter. Inga underarter finns listade i Catalogue of Life.

## Bildgalleri

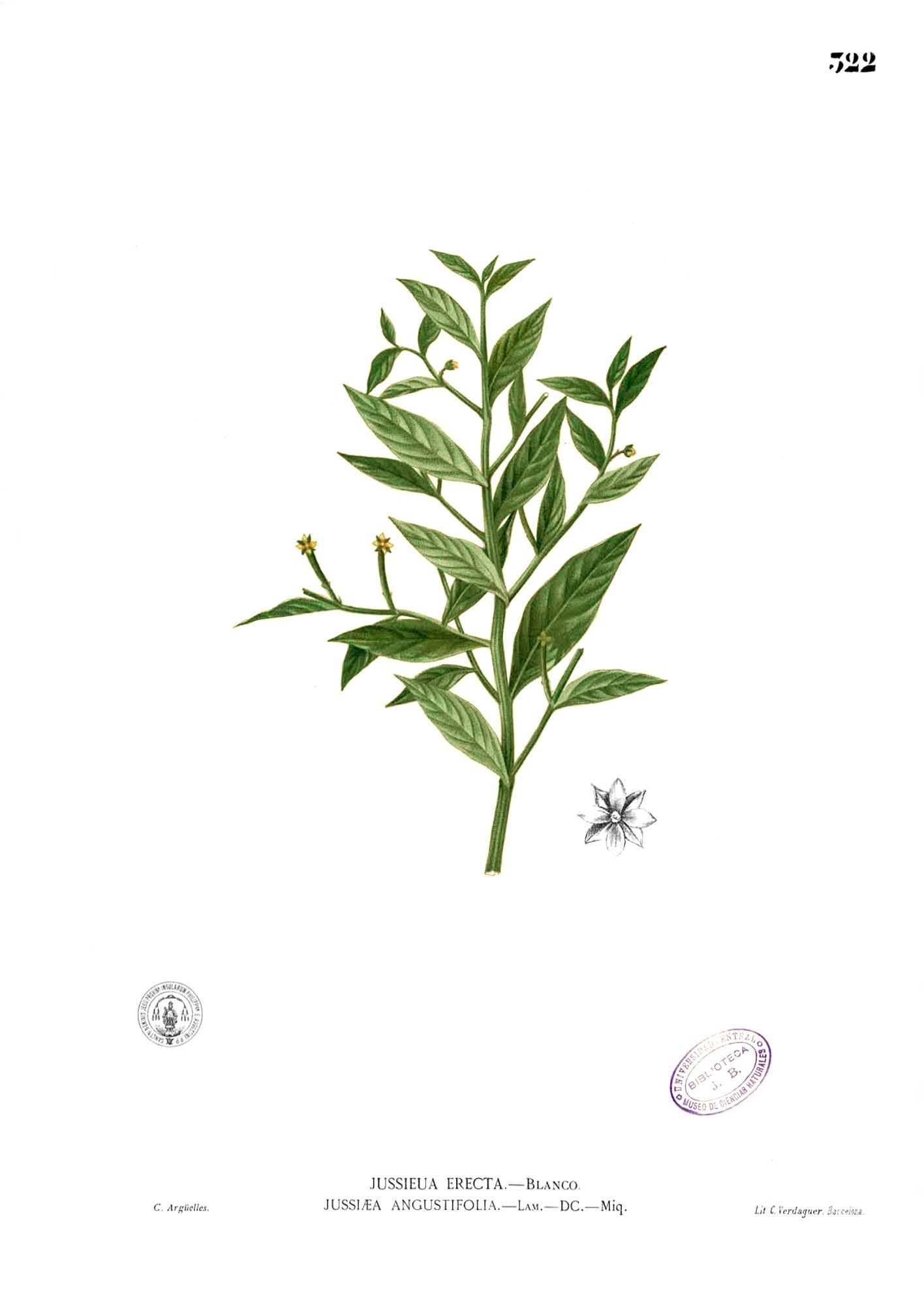